# جدول مدال‌های بازی‌های آسیایی ۲۰۱۰
شانزدهمین دوره بازی‌های آسیایی از ۱۲ نوامبر تا ۲۷ نوامبر سال ۲۰۱۰ در شهر گوانگ‌ژو، چین برگزار شد. در این مسابقات ۱۵۷۷ مدال رنگارنگ توزیع شد.
رتبه بندی در این جدول با کنوانسیون کمیته بین المللی المپیک در جداول مدال منتشر شده مطابقت دارد. به طور پیش فرض، جدول بر اساس تعداد مدال های طلائی که ورزشکاران یک کشور به دست آورده اند ترتیب داده شده است. تعداد مدالهای نقره، بعدی و سپس تعداد مدالهای برنز در نظر گرفته می شود. اگر کشورها هنوز هم مساوی باشند، رتبه یکسانی داده می شود و براساس کد کشور (IOC) و بر اساس حروف الفبا فهرست می شوند.
در مجموع 1577 مدال (477 طلا، 479 نقره و 621 برنز) اهدا شده است. تعداد کل مدال های برنز از کل مدال های طلا یا نقره بیشتر است زیرا در 15 رشته ورزشی دو مدال برنز اهدا شده است: بدمینتون، بوکس، بیلیارد، شمشیربازی، جودو، کبدی، کاراته، سپکتاکرا، سافت تنیس، اسکواش، تنیس روی میز، تکواندو، تنیس، کشتی، و ووشو (به استثنای رویدادهای تائولو).
این اختلاف نیز ناشی از قوانین قراردادی است. در مسابقات میدانی مردان در ژیمناستیک هنری، مدال طلا تساوی داشت و هیچ نقره ای اهدا نمی شود. همچنین برای مدال نقره در ماده 200 متر قورباغه مردان در شنا، پرش با نیزه مردان، و بولینگ مردان نیز وجود داشت. در این مسابقات هیچ برنزی اهدا نمی شود. سرانجام، قوانین حاکمه برای نفرات مشترک در مقام سوم در مسابقات قایقرانی هزار متر مردان پرش زنان، سبب شد تا به تمام نفرات سوم، مدال برنز جداگانه ای اهدا شود.

## جدول مدال‌ها

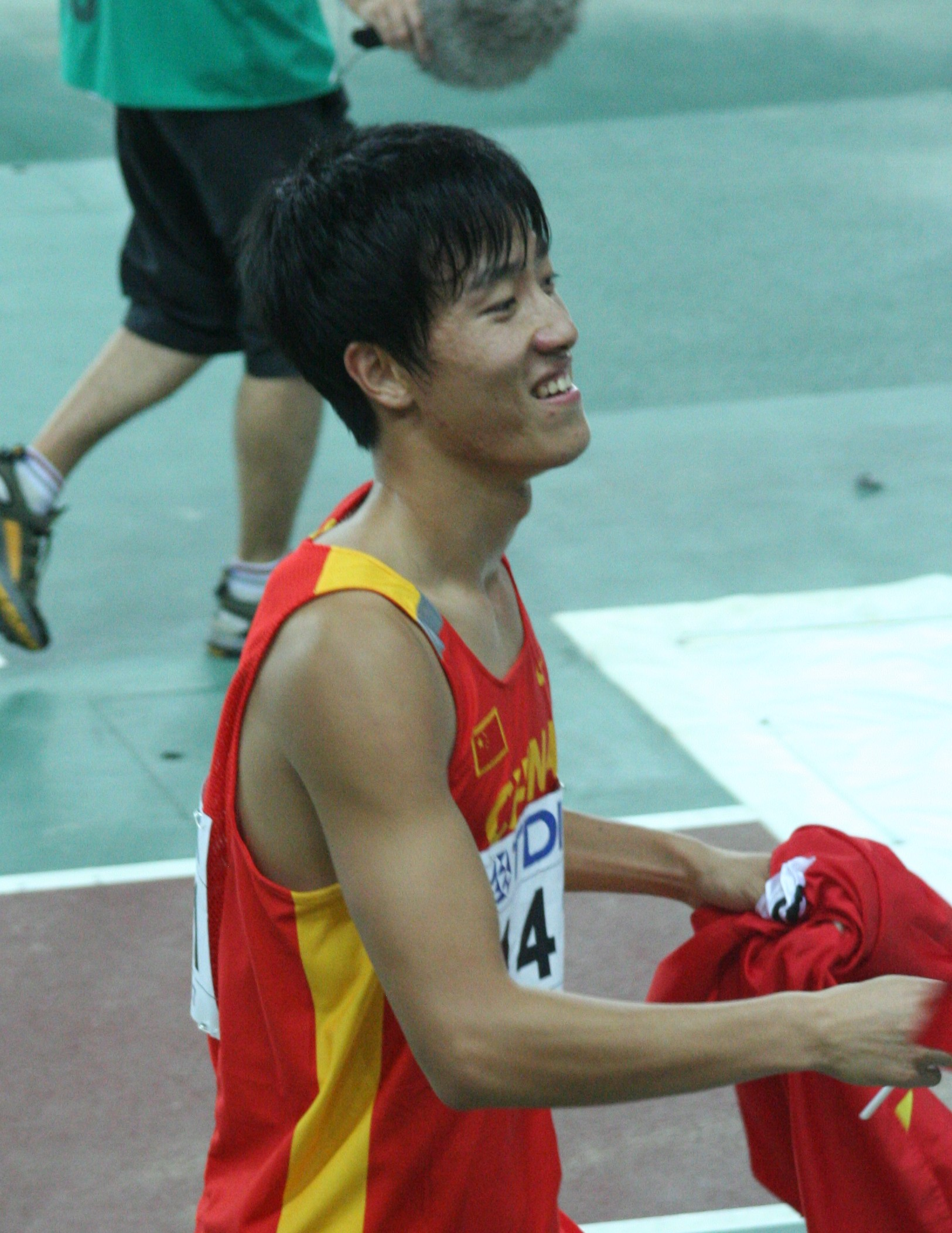
لیو شیانگ از چین برنده مدال طلای ۱۱۰ متر با مانع

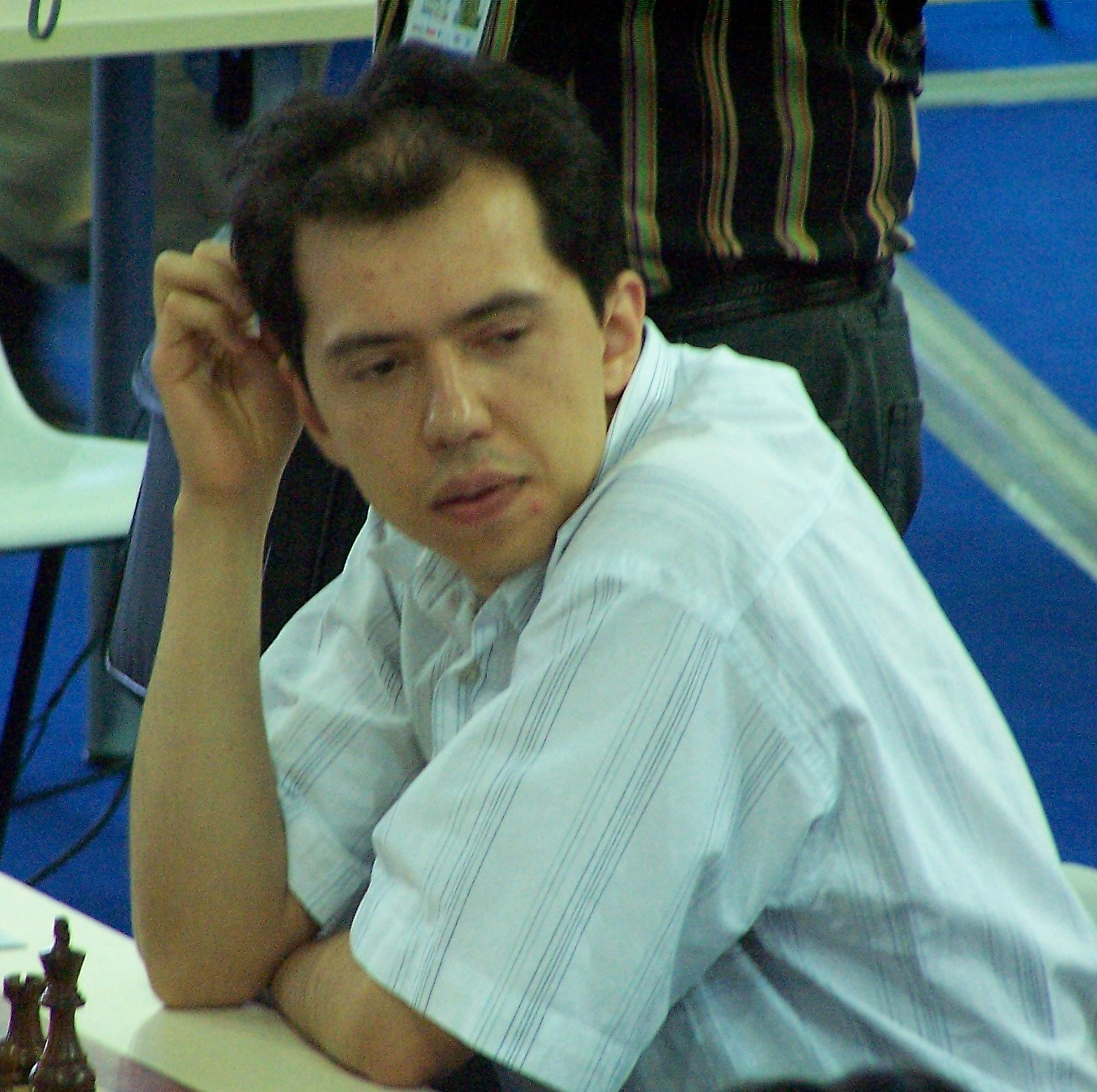
رستم قاسم‌جانف از ازبکستان برنده مدال طلای شطرنج

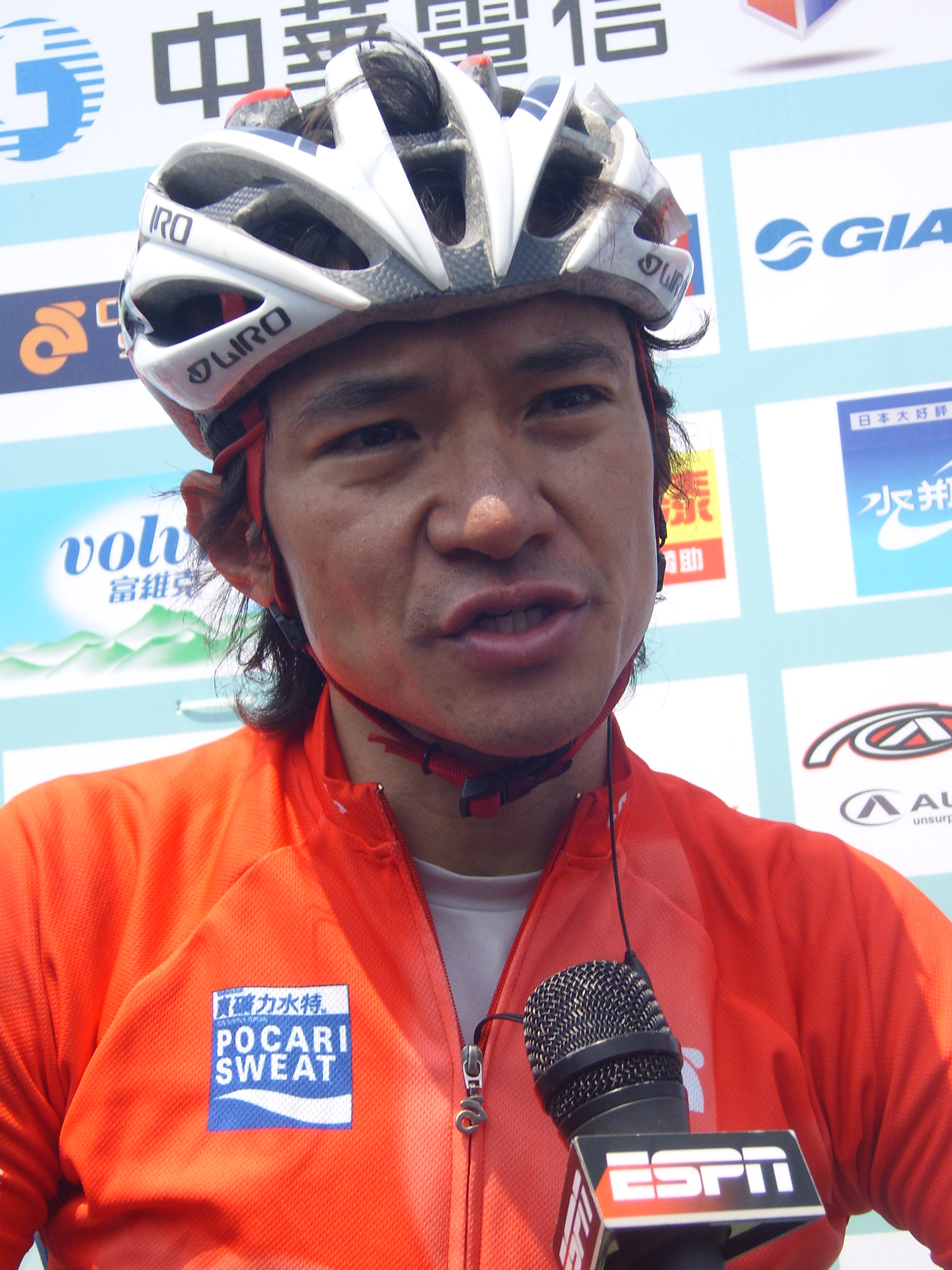
وانگ کامپو برنده مدال طلای دوچرخه سواری از هنگ کنگ

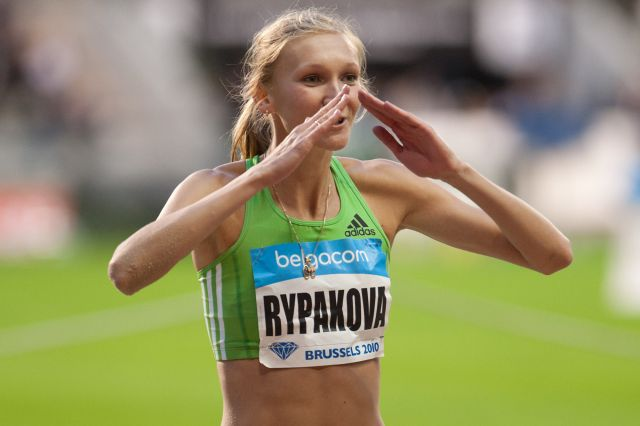
الگا رایپاکووا از قزاقستان برنده مدال طلای پرش سه‌گام و مدال نقره پرش طول

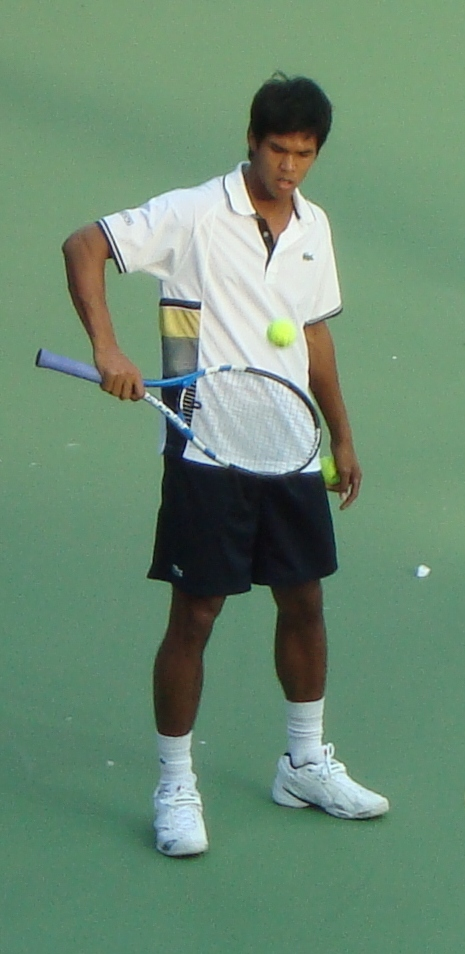
سامدو دوارمن از هند برنده مدال طلای تنیس

| رتبه  | کشور                    | طلا | نقره | برنز | مجموع |      |
| ۱     | چین (CHN)               | ۱۹۹ | ۱۱۹  | ۹۸   | ۴۱۶   |      |
| ۲     | کره جنوبی (KOR)         | ۷۶  | ۶۵   | ۹۱   | ۲۳۲   |      |
| ۳     | ژاپن (JPN)              | ۴۸  | ۷۴   | ۹۴   | ۲۱۶   |      |
| ۴     | ایران (IRI)             | ۲۰  | ۱۵   | ۲۴   | ۵۹    |      |
| ۵     | قزاقستان (KAZ)          | ۱۸  | ۲۳   | ۳۸   | ۷۹    |      |
| ۶     | هند (IND)               | ۱۴  | ۱۷   | ۳۴   | ۶۵    |      |
| ۷     | چین تایپه (TPE)         | ۱۳  | ۱۶   | ۳۸   | ۶۷    |      |
| ۸     | ازبکستان (UZB)          | ۱۱  | ۲۲   | ۲۳   | ۵۶    |      |
| ۹     | تایلند (THA)            | ۱۱  | ۹    | ۳۲   | ۵۲    |      |
| ۱۰    | مالزی (MAS)             | ۹   | ۱۸   | ۱۴   | ۴۱    |      |
| ۱۱    | هنگ کنگ (HKG)           | ۸   | ۱۵   | ۱۷   | ۴۰    |      |
| ۱۲    | کره شمالی (PRK)         | ۶   | ۱۰   | ۲۰   | ۳۶    |      |
| ۱۳    | عربستان سعودی (KSA)     | ۵   | ۳    | ۵    | ۱۳    |      |
| ۱۴    | بحرین (BRN)             | ۵   | ۰    | ۴    | ۹     |      |
| ۱۵    | اندونزی (INA)           | ۴   | ۹    | ۱۳   | ۲۶    |      |
| ۱۶    | سنگاپور (SIN)           | ۴   | ۷    | ۶    | ۱۷    |      |
| ۱۷    | کویت (KUW)              | ۴   | ۶    | ۱    | ۱۱    |      |
| ۱۸    | قطر (QAT)               | ۴   | ۴    | ۶    | ۱۴    |      |
| ۱۹    | فیلیپین (PHI)           | ۳   | ۴    | ۹    | ۱۶    |      |
| ۲۰    | پاکستان (PAK)           | ۳   | ۲    | ۳    | ۸     |      |
| ۲۱    | مغولستان (MGL)          | ۲   | ۵    | ۹    | ۱۶    |      |
| ۲۲    | میانمار (MYA)           | ۲   | ۵    | ۳    | ۱۰    |      |
| ۲۳    | اردن (JOR)              | ۲   | ۲    | ۲    | ۶     |      |
| ۲۴    | ویتنام (VIE)            | ۱   | ۱۷   | ۱۵   | ۳۳    |      |
| ۲۵    | قرقیزستان (KGZ)         | ۱   | ۲    | ۲    | ۵     |      |
| ۲۶    | ماکائو (MAC)            | ۱   | ۱    | ۴    | ۶     |      |
| ۲۷    | بنگلادش (BAN)           | ۱   | ۱    | ۱    | ۳     |      |
| ۲۸    | تاجیکستان (TJK)         | ۱   | ۰    | ۳    | ۴     |      |
| ۲۹    | سوریه (SYR)             | ۱   | ۰    | ۱    | ۲     |      |
| ۳۰    | امارات متحده عربی (UAE) | ۰   | ۴    | ۱    | ۵     |      |
| ۳۱    | افغانستان (AFG)         | ۰   | ۲    | ۱    | ۳     |      |
| ۳۲    | عراق (IRQ)              | ۰   | ۱    | ۲    | ۳     |      |
| ۳۲    | لبنان (LIB)             | ۰   | ۱    | ۲    | ۳     |      |
| ۳۴    | لائوس (LAO)             | ۰   | ۰    | ۲    | ۲     |      |
| ۳۵    | نپال (NEP)              | ۰   | ۰    | ۱    | ۱     |      |
| ۳۵    | عمان (OMA)              | ۰   | ۰    | ۱    | ۱     |      |
| مجموع | مجموع                   |     | ۴۷۷  | ۴۷۹  | ۶۲۱   | ۱۵۷۷ |

## تغییرات در جدول رده بندی مدال ها
| تاریخ حکم      | مسابقات ورزشی | رویداد           | ملت      | طلا | برنز | نقره | مجموع |
| -------------- | ------------- | ---------------- | -------- | --- | ---- | ---- | ----- |
| ۱۹ نوامبر ۲۰۱۰ | جودو          | وزن: ۸۱kg        | ازبکستان |     | ۱-   |      | ۱-    |
| ۱۹ نوامبر ۲۰۱۰ | جودو          | وزن: ۸۱kg        | ژاپن     |     | ۱+   | ۱-   | ۰     |
| ۱۹ نوامبر ۲۰۱۰ | جودو          | وزن: ۸۱kg        | قزاقستان |     | ۱+   | ۱-   | ۰     |
| ۲۴ ژانویه ۲۰۱۱ | ورزشکار       | پرتاب دیسک مردان | قطر      |     | ۱-   |      | ۱-    |
| ۲۴ ژانویه ۲۰۱۱ | ورزشکار       | پرتاب دیسک مردان | ایران    |     | ۱+   | ۱-   | ۰     |
| ۲۴ ژانویه ۲۰۱۱ | ورزشکار       | پرتاب دیسک مردان | هند      |     |      | ۱+   | ۱+    |